# Ожаев, Шамиль Лечаевич
Шамиль Лечаевич Ожаев (род. 4 августа 1998) — российский и казахстанский борец греко-римского стиля, мастер спорта России международного класса, призёр чемпионата Азии, чемпион и призёр чемпионатов России.

## Биография
Чеченец. Воспитанник новосибирской СШОР «Центр спортивной борьбы». В апреле 2018 года стал финалистом чемпионата России среди юниоров, уступив в финале Александру Комарову. В январе 2020 года в Новосибирске впервые в карьере стал чемпионом России, выиграв домашнее первенство страны. 31 января 2020 года был включен в состав сборной России на участие в чемпионате Европы в Риме.
В 2021 году стал победителем первенства Европы и бронзовым призером первенства мира среди спортсменов до 23 лет. В ноябре того же года Ожаев стал чемпионом мира среди военнослужащих.
С 2024 года выступает за Казахстан. Представляет Алма-Ату. 25 марта 2025 года на чемпионате Азии в Аммане, одолев в схватке за 3 место Сана Хёка Пака из Южной Кореи, стал бронзовым призёром.

## Основные достижения
- Чемпионат России по греко-римской борьбе 2019 — 5;
- Чемпионат России по греко-римской борьбе 2020 — ;
- Чемпионат России по греко-римской борьбе 2021 — ;
- Первенство мира среди борцов до 23 лет 2021  — ;
- Чемпионат Азии по борьбе 2025 — ;